# Marie Claude Naddaf

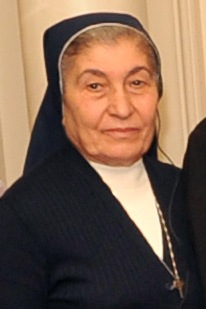
Marie Claude Naddaf (2010)

Schwester Marie Claude Naddaf RGS (arabisch ماري كلود نداف) ist eine syrische Ordensschwester und Frauenrechtsaktivistin. Sie ist Provinzleiterin für Libanon sowie Syrien und wurde 2010 mit dem „International Women of Courage Award“ (IWOC) des Außenministeriums der Vereinigten Staaten ausgezeichnet.

## Engagement
Marie Claude Naddaf wurde 1994 Oberin des Konvents der Schwestern vom Guten Hirten in Damaskus. Damals gab es in Syrien keine soziale Hilfe für Frauen, die unter häuslicher Gewalt, Obdachlosigkeit oder Menschenhandel litten. Frauen, die zur Prostitution verschleppt wurden, wurden monatelang inhaftiert und mit Kriminellen im Gefängnis festgehalten, bis sie abgeschoben werden konnten. Schwester Marie Claude schuf in Damaskus eine Reihe von Einrichtungen für Frauen zur Bekämpfung von Gewalt gegen Frauen.
Schwester Marie Claude und ihr Konvent eröffneten 1996 das Heim „Oase“ für Opfer von Menschenhandel und häuslicher Gewalt, Syriens erste Einrichtung dieser Art. Bis 2010 wurden zwei weitere Heime, eins für Opfer häuslicher Gewalt und ein weiteres für Betroffene von Menschenhandel geschaffen. Sie richtete Syriens erste Notrufnummer für Frauen ein, in der Frauen rund um die Uhr Beratung, Rechtsberatung und Notunterkunft erhalten können. Sie erhielt das Recht, Frauen aus dem Polizeigewahrsam in ihr Heim zu bringen, wenn festgestellt wurde, dass die Frauen Opfer von Menschenhandel waren. Im Jahr 2009 wurden mehr als zwanzig Frauen aus Südasien, die wegen angeblicher Haushaltshilfe nach Syrien verschleppt wurden, in die Obhut ihres Heims entlassen.
Schwester Marie Claude hat auch eine bessere Behandlung weiblicher Gefangener bewirkt. Sie richtete im Gefängnis in Damaskus einen Kindergarten ein und startete Bildungsprogramme, um Analphabetismus zu beseitigen und berufliche Fähigkeiten zu vermitteln, die den Frauen bei ihrer Wiedereingliederung nach ihrer Freilassung weiterhelfen. Schwester Marie Claude bildete Dutzende engagierter Nonnen und Unterstützer in den Bereichen Heimverwaltung, Öffentlichkeitsarbeit und Bildung aus.
Nach der US-Invasion im Irak mobilisierte Schwester Marie Claude 2003 Hilfe für Hunderttausende irakischer Flüchtlinge. Als Provinzleiterin ihres Ordens für Libanon und Syrien wurde sie 2014 von der Catholic Near East Welfare Association (CNEWA, Katholische Nahost Wohlfahrtsorganisation) in den Nordirak entsandt. In Erbil hielten sich damals zehntausende christlicher Flüchtlinge aus dem Gebiet von Baghdida (auch Karakosch) auf der Flucht vor der Terrormiliz Daesch (Islamischer Staat, IS) auf. Frauen mussten ihre Kinder in Zelten oder öffentlichen Parks zur Welt bringen. Sie arbeitete bei der Flüchtlingshilfe mit dem UNHCR zusammen.
Schwester Marie Claude ist Koordinatorin des Netzwerks “Wells of Hope” (Quellen der Hoffnung) gegen den Menschenhandel in Libanon, Jordanien und Syrien. Sie steht nach Publik-Forum dem Assad-Regime nah.

## Auszeichnungen
Im Jahr 2010 erhielt Schwester Marie Claude Naddaf als erste Frau aus Syrien den „International Women of Courage Award“. Unter den elf ausgezeichneten Frauen des Jahres waren auch Sonia Pierre aus der Dominikanischen Republik und Lee Ae-ran aus Südkorea. Der Preis wurde am 10. März 2010 durch Hillary Clinton und Michelle Obama verliehen.